# Petasometra
Genre
Petasometra est un genre de crinoïdes de la famille des Colobometridae.

## Liste des espèces
Selon World Register of Marine Species (29 mars 2015) :
- Petasometra clarae (Hartlaub, 1890) -- Indonésie
- Petasometra helianthoides AH Clark, 1912 -- Australie nord-occidentale